# João Tostes
João Tostes (Barbacena, 9 de julho de 1983) é um músico, compositor e educador brasileiro, reconhecido por seu papel na difusão do ukulele no Brasil. Em 2018, lançou naturæ, considerado o primeiro álbum instrumental brasileiro dedicado exclusivamente ao ukulele. É citado no livro Global Ukulele – Past, Present and Practice (2019) como um "especialista brasileiro" no instrumento. Tostes também fundou o Festival Brasileiro de Ukulele, descrito na mesma obra como "o maior evento do gênero no país". A quinta edição do festival, realizada em 2023, contou com o apoio da Prefeitura de Niterói.

## Carreira

### Formação e atuação
Formou-se pela Bituca – Universidade de Música Popular, instituição especializada no ensino de música popular sediada em Barbacena (MG). É certificado como instrutor de ukulele pelo programa James Hill Ukulele Initiative, no Canadá, conforme listado no site oficial da instituição. Atua como compositor, educador e intérprete.
Em 2017, participou do programa Concertos Didáticos, exibido nacionalmente pelo Canal Futura em parceria com a TV UFOP, interpretando repertório instrumental para ukulele.
Atuou também como parecerista de editais culturais, tendo sido nomeado para avaliação de projetos pela Prefeitura de Barbacena.

### Álbuns
Seu álbum de estreia, naturæ (2018), marcou um ponto pioneiro na música instrumental brasileira, sendo identificado como o primeiro trabalho do país dedicado exclusivamente ao ukulele tanto pela imprensa nacional quanto pela publicação internacional Global Ukulele – Past, Present and Practice. O álbum apresenta composições autorais para o instrumento e foi analisado em 2018 no programa italiano Intorno all Ukulele, apresentado por Davide Donelli.
Em 2019, Tostes lançou seu primeiro álbum ao vivo, Live in Italy. Segundo entrevista do artista ao PlanetSinger, o trabalho reúne gravações de show realizado na Itália em 2018 com o João Tostes Trio (formado com Felipe Moreira no piano e Diogo Fernandes no baixo), contando também com a participação do ukulelista japonês Rio Saito.
No ano seguinte, em março de 2020, publicou o álbum duplo ao vivo Live Ukulele Here, There & Everywhere. O trabalho compila 20 gravações realizadas entre 2016 e 2019 em oito cidades de quatro países (Brasil, Canadá, Itália e Coreia do Sul), mesclando composições originais e versões de outros artistas. O lançamento coincidiu com a celebração da marca de 100 mil inscritos em seu canal de divulgação online e incluiu participações de músicos como Vinícius Vivas e Rio Saito, além de Fernandes e Moreira.
Em 2024, lançou o EP ao vivo Live at Palazzo Rasini, gravado durante apresentação em Cavenago di Brianza, Itália, no ano anterior. No mesmo ano, lançou o álbum ao vivo Ukulele Harmonies Live in Niterói, gravado em duo com o também ukulelista Vinícius Vivas no Theatro Municipal de Niterói. A obra recebeu cobertura em veículos como o Correio Braziliense, Jornal do Brasil e Correio da Manhã, que publicou uma crítica assinada por Aquiles Reis (MPB4).

### Difusão e Ensino
Além de sua carreira como intérprete e compositor, Tostes dedicou-se à difusão do ukulele no Brasil, notadamente através de seu projeto online Toca Ukulele. Seu papel como educador e divulgador, em um período em que o instrumento ainda era pouco conhecido no país, foi destacado por músicos como a cantora Giovana Martins que, em entrevista ao jornal Folha de Barbacena em 2023, descreveu Tostes como "um dos precursores do instrumento no Brasil", mencionando que ele disponibilizava aulas e conteúdos online "quando a prática ainda não era muito conhecida no país".

### Festival Brasileiro de Ukulele
A criação do Festival Brasileiro de Ukulele marcou outra frente importante no trabalho de Tostes pela difusão do instrumento. Concebido para fomentar a troca de experiências e fortalecer a comunidade de praticantes, o evento foi citado na obra internacional Global Ukulele – Past, Present and Practice como o principal encontro dedicado ao instrumento em território nacional. Sua quinta edição foi realizada em Niterói (2023) com apoio da prefeitura local.
Anteriormente, organizou as duas primeiras edições do Encontro Nacional de Ukulele, ambas realizadas na Universidade de São Paulo (USP), em 2017 e 2018.

### Atuação internacional
Participou de eventos como o Czech Ukulele Festival (República Tcheca, 2017), Aquila Ukulele Festival (Itália, 2018), Seoul International Aloha Ukulele Festival (Coreia do Sul), Ukulele Festival Hawaii (2021), e o 2º Meeting "Intorno all'Ukulele" (Cavenago di Brianza, Itália, 2023).

### Pesquisas e publicações
Apresentou pesquisa sobre ensino coletivo de ukulele na Second Ukulele International Conference (2023), realizada em Alessandria, na Itália, com publicação nos anais do evento.
Foi citado em publicações acadêmicas no Brasil, como os anais da Associação Brasileira de Educação Musical (ABEM) e na IV Conferência Internacional de Educação Musical de Sobral (CIEMS), da Universidade Federal do Ceará. Um trabalho da Universidade Federal de Alagoas menciona João Tostes no contexto do ensino de ukulele.

### Recepção crítica
Em crítica publicada no Correio da Manhã (2024), o músico Aquiles Reis destacou a sonoridade "encantadora" do álbum Ukulele Harmonies Live in Niterói, gravado em duo com Vinícius Vivas, em que considerou a dupla como "pioneira" no uso do instrumento no Brasil.

## Discografia

### Álbuns
- naturæ (2018)
- Live in Italy (2019)
- Live Ukulele Here, There & Everywhere (2020)
- Ukulele Harmonies Live in Niterói (2024)

### Singles e EPs
- "Maria Madalena" (2017)
- "Rain, Ukulele and Relaxing at Dongmak Beach" (2019)
- "51st Annual Ukulele Festival Hawaii" (2021, com Orquestra Toca Ukulele)
- "Live at Palazzo Rasini" (2024)